# Art Tatum
Art Tatum (Arthur Tatum Jr., Toledo, de Ohio, 13 de octubre de 1910 – Los Ángeles, 5 de noviembre de 1956) fue un pianista estadounidense de jazz. 
Considerado como uno de los más importantes músicos de la historia del jazz, es especialmente reconocido por su virtuosismo en el piano y sus improvisaciones creativas.

## Biografía
Art Tatum sufrió desde su nacimiento de cataratas, que lo dejaron ciego de un ojo y con una visión muy limitada en el otro, a pesar de lo cual aprendió a tocar el piano copiando grabaciones que tenía su madre, y tocaba de oído a la edad de tres años. A los 6 era capaz de tocar canciones que habían sido interpretadas originalmente como dúos, sin saber él que habían de ser tocadas por dos intérpretes, lo que hizo que desarrollara una velocidad extraordinaria sin perder nada de precisión.
Pianista desde su juventud, tocó profesionalmente en Ohio, especialmente en el área de Cleveland, antes de trasladarse a Nueva York en el año 1932.
Tatum grabó comercialmente desde 1932 hasta poco antes de su fallecimiento, aunque su naturaleza principalmente solista hacía que las oportunidades de grabar fueran algo intermitentes. Tatum grabó para Decca desde 1934 hasta 1941, para Capitol desde 1949 hasta 1952 y para los sellos asociados con Norman Granz desde 1953 hasta 1956. Para Granz, Tatum hizo una extensa serie de álbumes como solista, y también grabaciones de grupos con Ben Webster, el clarinetista Buddy DeFranco (n. 1923), Benny Carter y Lionel Hampton, entre otros.
Art Tatum murió en Los Ángeles (California) de una uremia por insuficiencia renal, posiblemente debida al alcohol (Tatum había sido un gran bebedor de cerveza desde sus años de adolescencia). Está enterrado en el Forest Lawn Memorial Park Cemetery, de Glendale (California).
Tatum recibió póstumamente, en 1989, el premio Grammy a la carrera artística.

## Estilo e influencia
Tatum se inspiró en sus contemporáneos James P. Johnson y Fats Waller, que eran abanderados del estilo pianístico conocido como stride. A partir de esta base, Tatum dio un salto cuantitativo en términos de técnica y teoría, y acuñó un nuevo estilo que influiría enormemente en la obra de pianistas posteriores, como Thelonious Monk, Oscar Peterson y Chick Corea, además de otros tan alejados de su ámbito geográfico como el pianista invidente catalán Tete Montoliu.
A diferencia de la mayoría de músicos de jazz, Tatum raramente abandonó las líneas melódicas originales de las canciones que tocaba, y prefería rearmonizarlas de forma innovadora, cambiando las progresiones de acordes asociadas a las melodías. Los conceptos armónicos de Tatum estaban por delante de su tiempo en los años 30, y serían explorados por los músicos de la era bebop veinte años más tarde. Tenía también inclinación por rellenar los espacios interiores de las melodías con notas de adorno, lo que algunos críticos consideraban gratuito y "antijazzístico". Visto con imparcialidad, las notas y frases de estos adornos constituían declaraciones musicales genuinas y apreciables tanto por el público de jazz como por la audiencia clásica. Los admiradores de Tatum consideran que esta pirotecnia es un componente vital de su música.
Tatum tenía tendencia a realizar grabaciones sin acompañamiento, en parte porque relativamente pocos músicos podían seguir su rápido tempo y su avanzado vocabulario armónico. A principios de los años cuarenta formó un trío con el contrabajista Slam Stewart y el guitarrista Tiny Grimes. Durante el corto período que tocaron juntos, grabaron varios discos de 78 r. p. m. que muestran la maravillosa interacción que había entre los músicos, y son únicos hasta la fecha.
Sin embargo, el mayor legado de Tatum son sus grabaciones para piano solo. Con un repertorio compuesto principalmente por el Great American Songbook, Tatum mostraba una fluida brillantez técnica y una prodigiosa memoria para plasmar una fonoteca de obras maestras para piano. La habilidad de Tatum para imaginar y ejecutar ideas complejas e ingeniosas a toda velocidad no tiene parangón en la música grabada. Escuchar a Tatum puede ser una tarea tan emocionante como exigente debido al profundo impacto de sus ideas, sus desvíos armónicos y su extravagante ornamentación.

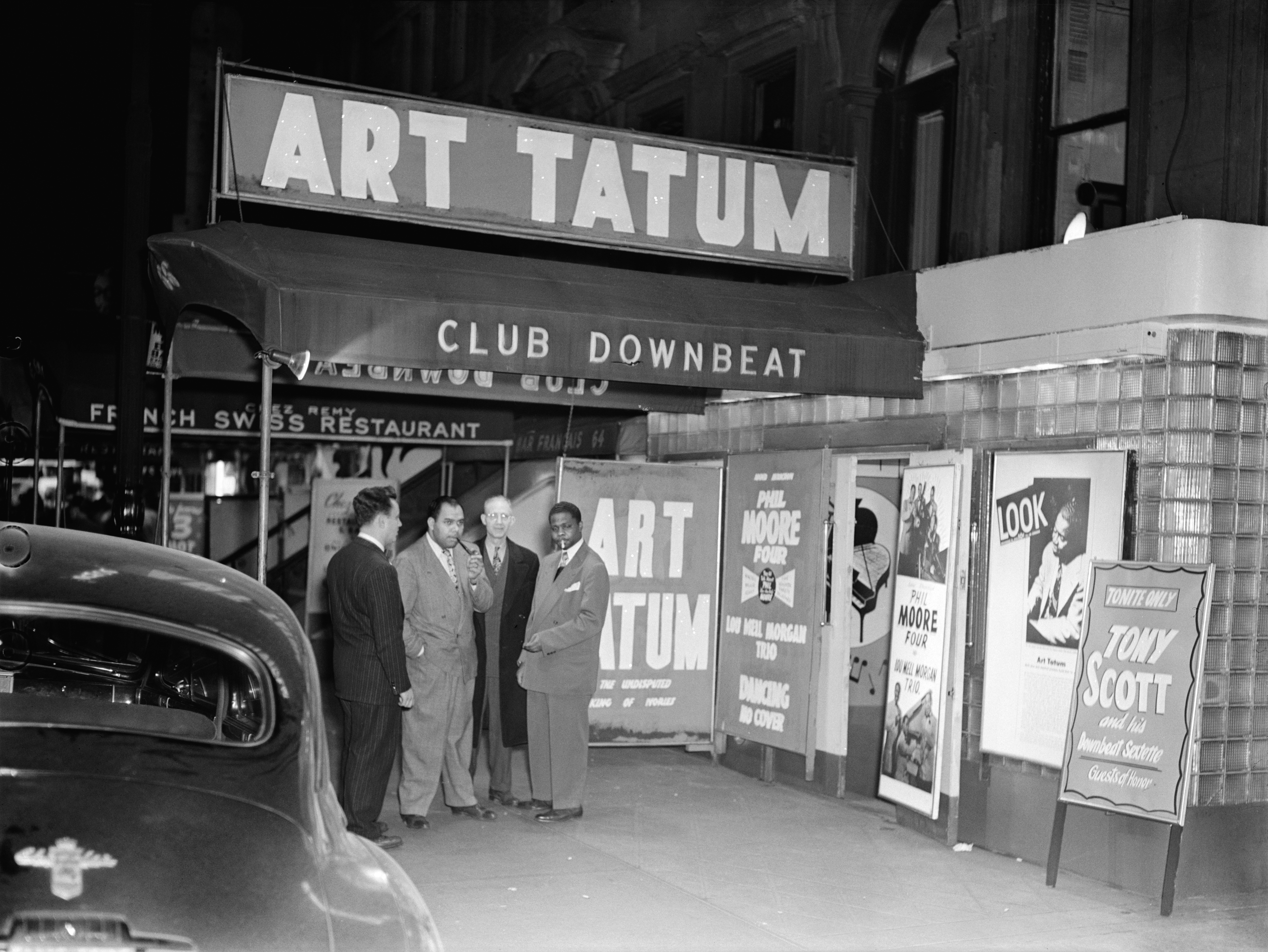
Art Tatum y Phil Moore (1º y 3º por la derecha) en la entrada del Club Downbeat (Nueva York), entre 1946 y 1948

A diferencia de los grandes del jazz Louis Armstrong, Miles Davis y John Coltrane, cada uno de los cuales dio origen a una legión de devotos emuladores, ninguna escuela de clones nació de Tatum, quizás a causa de la dificultad de copiar su forma de tocar. Como resultado, aunque ha sido una gran influencia en el mundo del jazz, Tatum es prácticamente desconocido para el público actual.
No obstante, los contemporáneos de Tatum reconocieron su valor. Cuando entró él en un club donde estaba tocando Fats Waller, éste se apartó del piano para hacer sitio a Tatum, anunciando "Yo sólo toco el piano, pero esta noche Dios está aquí". Además, el compositor y pianista ruso Serguéi Rajmáninov, tras oír tocar a Tatum, declaró que era el más grande intérprete de piano de cualquier estilo. Otras celebridades de su tiempo, como Vladimir Horowitz, Arthur Rubinstein y George Gershwin se maravillaron con el genio de Tatum. Y el legendario saxofonista Charlie Parker, que ayudó a definir el bebop, fue muy influido por Tatum. Recién llegado a Nueva York, Parker trabajó brevemente fregando platos en un restaurante de Manhattan en el que estaba actuando Tatum, y escuchó a menudo al legendario pianista. Desafortunadamente, las dos figuras nunca tocaron juntas.
Aunque Tatum evitaba clasificarse como pianista clásico, adaptó varias obras clásicas con nuevos arreglos que exhibían su propio estilo musical.

## Filmaciones
Actualmente existen muy pocas filmaciones que muestren a Art Taum tocando, ya que la gran mayoría se ha perdido; sí pueden verse varios minutos grabados profesionalmente en la serie documental de siete episodios para televisión estrenada por la cadena PBS The Blues (2003), producida por Martin Scorsese y dirigida por él, Wim Wenders, Richard Pearce (n. 1943), Charles Burnett (n. 1944), Marc Levin (n. 1951), Mike Figgis y Clint Eastwood.
Tatum apareció en el programa The Tonight Show de Steve Allen a principios de los años 50, y en otros espectáculos televisivos de esa época. Desgraciadamente, todos los cinescopios de los espectáculos de Allen, que estaban guardados en un almacén junto con otros espectáculos, fueron tirados a la basura para hacer sitio para nuevos estudios. No obstante, las bandas sonoras fueron grabadas externamente por entusiastas de Tatum de la época, y muchas están incluidas en la extensa serie de grabaciones raras de Tatum de Storyville Records.

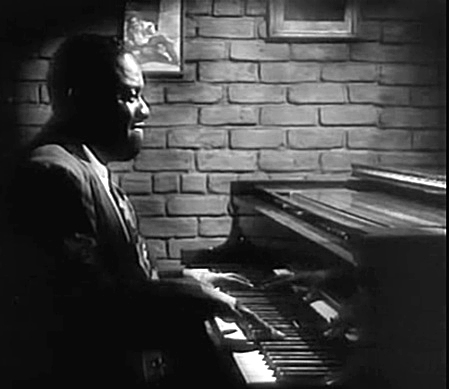
Imagen de la película The Fabulous Dorseys (1947)

También se le puede ver en un fragmento de la película The Fabulous Dorseys (1947), en una breve jam session junto a otros músicos; la película cuenta la vida de los hermanos Tommy y Jimmy Dorsey.
Las películas que han sobrevivido muestran a un pianista que actuaba con un lenguaje corporal callado y relajada confianza, mientras sus manos se movían expertamente arriba y abajo del teclado.

## Discografía

### Publicaciones de la época
- Art Tatum Piano Impressions, ARA A-1, años 40
- Art Tatum Piano Solos, Asch 356, ca. 1945
- Footnotes to Jazz, Vol. 2: Jazz Rehearsal, II- Art Tatum Trio, Folkways Records, 1952
- Makin' Whoopee, Verve, 1954
- The Greatest Piano Hits of Them All, Verve, 1954
- Genius Of Keyboard 1954–56, Giants Of Jazz
- More of the Greatest Piano Hits of All Time, Verve, 1955
- Still More of the Greatest Piano Hits of Them All, Verve, 1955
- The Art Tatum-Ben Webster Quartet, Verve, 1956, reeditado después como The Tatum Group Masterpieces, Volume Eight, Pablo, 1975
- The Essential Art Tatum, Verve, 1956

### Publicaciones póstumas
- Capitol Jazz Classics - Volume 3 Solo Piano, Capitol M-11028, 1972
- Masterpieces, Leonard Feather Series MCA2-4019, MCA, 1973
- God is in the House,[16] Onyx, 1973 [reeditado por HighNote, 1998]
- Piano Starts Here, Columbia, 1987
- The Complete Capitol Recordings, Vol. 1, Capitol, 1989
- The Complete Capitol Recordings, Vol. 2, Capitol, 1989
- Solos 1940, Decca/MCA, 1989
- The Tatum Group Masterpieces, Vol. 6, Pablo, 1990
- The Tatum Group Masterpieces, Vol. 7, Pablo, 1990
- The Tatum Group Masterpieces, Vol. 4, Pablo, 1990
- The Tatum Group Masterpieces, Vol. 2, Pablo, 1990
- The Tatum Group Masterpieces, Vol. 3, Pablo, 1990
- The Tatum Group Masterpieces, Vol. 1, Pablo, 1990
- Art Tatum at His Piano, Vol. 1, Crescendo, 1990
- The Complete Pablo Group Masterpieces, Pablo, 1990
- Classic Early Solos (1934–37), Decca Records, 1991
- The Complete Pablo Solo Masterpieces, Pablo, 1991
- The Best of Art Tatum, Pablo, 1992
- Standards, Black Lion, 1992
- The V-Discs, Black Lion, 1992
- The Art Tatum Solo Masterpieces, Vol. 1, Pablo, 1992
- The Art Tatum Solo Masterpieces, Vol. 2, Pablo, 1992
- The Art Tatum Solo Masterpieces, Vol. 3, Pablo, 1992
- The Art Tatum Solo Masterpieces, Vol. 4, Pablo, 1992
- The Art Tatum Solo Masterpieces, Vol. 5, Pablo, 1992
- The Art Tatum Solo Masterpieces, Vol. 6, Pablo, 1992
- The Art Tatum Solo Masterpieces, Vol. 7, Pablo, 1992
- The Art Tatum Solo Masterpieces, Vol. 8, Pablo, 1992
- The Tatum Group Masterpieces, Vol. 5, Pablo, 1993
- I Got Rhythm: Art Tatum, Vol. 3 (1935–44), Decca, 1993[17]
- Fine Art & Dandy, Drive Archive, 1994
- The Art Tatum Solo Masterpieces, Vol. 2, Pablo, 1994
- Marvelous Art, Star Line Records, 1994
- House Party, Star Line Records, 1994
- Masters of Jazz, Vol. 8, Storyville (Dinamarca), 1994
- California Melodies, Memphis Archives, 1994
- 1934–40, Jazz Chronological Classics, 1994
- 1932–44 (3 CD Box Set), Jazz Chronological Classics, 1995
- The Rococo Piano of Art Tatum, Pearl Flapper, 1995
- I Know That You Know, Jazz Club Records, 1995
- Piano Solo Private Sessions October 1952, New York, Musidisc (Francia), 1995
- The Art of Tatum, ASV Living Era, 1995
- Trio Days, Le Jazz, 1995
- 1933–44, Best of Jazz (Francia), 1995
- 1940–44, Jazz Chronological Classics, 1995
- Vol. 16-Masterpieces, Jazz Archives Masterpieces, 1996
- 20th Century Piano Genius, 20th Century[18]/Verve, 1996
- Body & Soul, Jazz Hour (Países Bajos), 1996[19]
- Solos (1937) and Classic Piano, Forlane, 1996
- Standard Sessions (2 CD Set), Music & Arts, 1996 & 2002/Storyville 1999
- Complete Capitol Recordings, Blue Note, 1997
- Memories Of You (3 CD Set) Black Lion, 1997[20]
- On The Sunny Side Topaz Jazz, 1997[21]
- 1944, Giants Of Jazz, 1998
- God is in the house, HighNote, 1998
- Piano Starts Here - Live at The Shrine (Zenph Re-Performance), Sony BMG Masterworks, 2008
- Art Tatum - Ben Webster: The Album (Essential Jazz Classics) 2009